# Арутюнян, Аркадий Аветисович
1. ↑   Количество игр и голов за профессиональный клуб считается только для различных лиг национальных чемпионатов.

Арка́дий Авети́сович Арутюня́н (при рождении — Арутю́нов) (род. 20 декабря 1948, Баку) — советский футболист, игравший на позиции защитника.

## Карьера
Воспитанник армянского футбола. Начал играть за команды мастеров в 1967 году во второй группе чемпионата СССР в команде «Ширак» (Ленинакан). Всего за три сезона, проведённых в Ленинакане (1967, 1968, 1970) провёл немногим более 20 матчей в чемпионатах СССР во второй лиге, так как с 1967 года постоянно привлекался играть в главную команду республики — ереванский «Арарат». За ереванский клуб он играл в высшей лиге вплоть до 1975 года. В «Арарате» Арутюнян провёл 106 матчей, в 1973 году стал чемпионом СССР и обладателем Кубка СССР.
В 1976 году перешёл в куйбышевские «Крылья Советов». За них он играл до 1980 года и провёл в высшей и первой лигах 160 матчей.

## Достижения
- Медаль «За заслуги перед Отечеством» I степени (10 октября 2013 года) — за значительный вклад в развитие армянского футбола и блестящие достижения[1].

 «Арарат» (Ереван)
- Чемпион СССР: 1973.
- Обладатель Кубка СССР: 1973.